# Gus Hutchison
Augustus " Gus" Hutchison, född 26 april 1937 i Atlanta i Georgia, är en amerikansk racerförare.

## Racingkarriär
Hutchison deltog privat i formel 1-loppet USA:s Grand Prix 1970. Han körde en begagnad Brabham-Ford BT26 men tvingades bryta loppet på grund av en bränsleläcka. Hutchison tävlade sedan i formel 5000 i USA under 1970-talet. 